# زنان در مالزی
زنان در مالزی بر اساس گزارش‌های دولت مالزی در مورد حق آنها برای پیشبرد، تصمیم‌گیری، بهداشت، آموزش و رفاه اجتماعی و رفع موانع قانونی حمایت می‌کنند. دولت مالزی با تأسیس وزارت وحدت ملی و توسعه اجتماعی در سال ۱۹۹۷ (که قبلاً در سال ۱۹۹۳ به عنوان دبیرخانه امور زنان یا HAWA شناخته می‌شد) این عوامل را تضمین کرده‌است که به دنبال آن تشکیل وزارت امور زنان در سال ۲۰۰۱ برای شناخت نقش و سهم زنان مالزی انجام شد.
۴۷٪ از نیروی کار در کشور مالزی را زنان در اختیار دارند.

## حقوق زنان
پس از بررسی دوره ای جهانی سازمان ملل در مالزی در سال ۲۰۰۹، دولت کنوانسیون حذف همه اشکال تبعیض علیه زنان (CEDAW) را در سال ۲۰۱۰ تصویب کرد، هرچند که دارای برخی موارد خاص است. وضعیت زنان در این کشور پیچیده و تا حدودی به مذهب آنها و محل زندگی آنها در ایالت‌ها و سرزمین‌های فدرال مالزی بستگی دارد، عواملی که بر برخی موارد قانونی تأثیر می‌گذارد. موضوع حقوق زنان در کشور منوط به اختلاف نظرهای عقیدتی بین تفسیرهای محافظه کار و لیبرال از اسلام و بین نیروهای سکولار بیشتر است.

### آزار جنسی

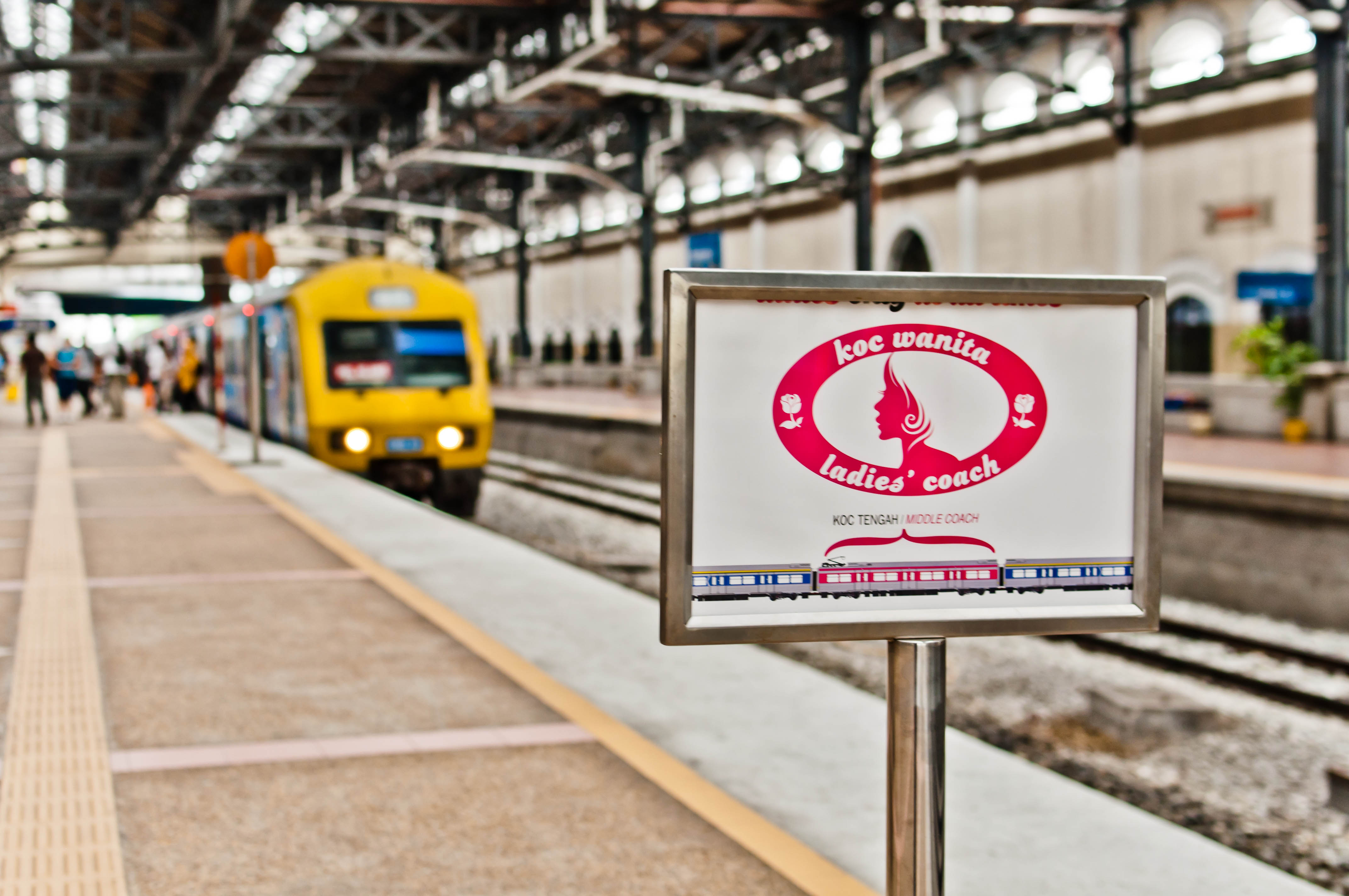
یک بخش مسافرتی مخصوص زنان در کوالالامپور

آزار و اذیت جنسی در مالزی رایج است و از سال ۲۰۱۰ قطارهای موجود در راه‌آهن مالزی شامل اتومبیل‌های زنانه به رنگ صورتی به عنوان ابزاری برای کاهش آن است. از سال ۲۰۱۰ نیز اتوبوس‌های زنانه فقط در کوالالامپور وجود دارد. در سال ۲۰۱۱، دولت یک سرویس تاکسی فقط برای زنان در منطقه بزرگ کوالالامپور راه اندازی کرد. تاکسی‌ها راننده زن دارند و به صورت فراخوان کار می‌کنند.

### مثله کردن دستگاه تناسلی زن
مثله کردن (FGM) زنان در مالزی همانند برخی از کشورهای اسلامی انجام می‌شود و تخمین زده می‌شود بیش از ۹۰٪ از زنان خانواده‌های مسلمان این عمل را انجام دهند. دلایل ذکر شده برای این عمل شامل تعهد شرعی، بهداشت، اقدامات فرهنگی و اعتقاد به این امر است که از رابطه جنسی قبل از ازدواج جلوگیری می‌کند. با این حال، نوع مثله کردن که در این کشور اعمال می‌شود به اندازه سایر مناطق جهان مانند شمال شرقی آفریقا شدید نیست و گزارش می‌شود که فقط شامل یک برش جزئی است. FGM به‌طور گسترده‌ای به عنوان یک تعهد شرعی تلقی می‌شود. در سال ۲۰۰۹، کمیته فتوا شورای ملی امور مذهبی اسلامی مالزی حکم داد که FGM برای مسلمانان واجب است، اما باید از اشکال مضر آن جلوگیری کرد.

## ازدواج و زندگی خانوادگی

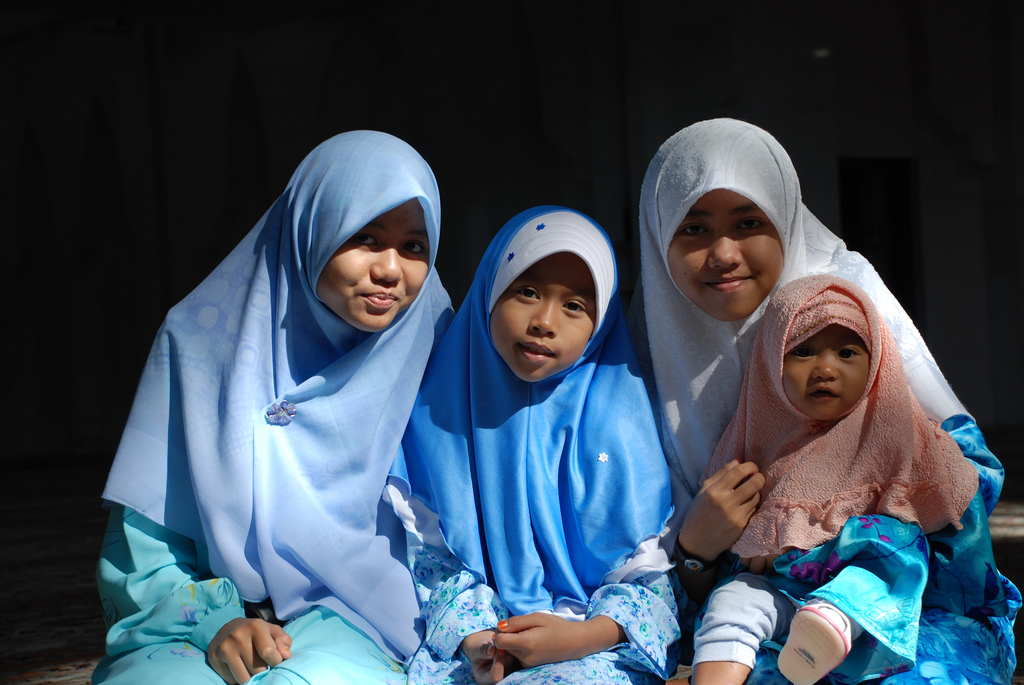
دختران مسلمان در مالزی.

زنان در مالزی محدودیت‌هایی در ازدواج دارند، اگرچه برخی از حقوق آنها محافظت می‌شود. طبق قانون خانواده اسلامی، حفظ زن توسط شوهرش ناشی از اطاعت وی است.
مالزی تجاوز زناشویی را در سال ۲۰۰۷ غیرقانونی کرد.

## تحصیلات
میزان سواد در زنان (۹۰/۷ درصد) در مقایسه با مردان (۹۵/۴ درصد) -در سال ۲۰۱۰ تخمین زده شده، برای جمعیت ۱۵ ساله و بالاتر است. مالزی، در سالهای اخیر سرمایه‌گذاری در آموزش برای هر دو جنس داشته‌است؛ و در نتیجه، اکنون تعداد بیشتری از دختران در سطح دانشگاه مشغول به تحصیل هستند.

## نقد وضعیت زنان در مالزی
در سال ۲۰۰۶، مارینا ماهاتیر، دختر نخست‌وزیر سابق مالزی و یکی از فعالان حقوق زنان، وضعیت زنان مسلمان در مالزی را مشابه وضعیت سیاه آفریقایی‌های جنوبی تحت آپارتاید توصیف کرد.
اظهارات ماهاتیر در پاسخ به یک قانون جدید اسلامی که مردان را قادر به طلاق یا گرفتن چهار همسر می‌کند، صورت گرفت. این قانون همچنین به شوهرها اختیار بیشتری نسبت به اموال همسران خود می‌دهد. گروه‌های محافظه کار مانند مجمع حرفه ای مسلمانان در مالزی از اظهارات وی به دلیل توهین به شرع و تضعیف نقش برجسته زنان در مالزی در مقایسه با دیگر کشورهای مسلمان و / یا شرق آسیا انتقاد کردند.

## نگارخانه

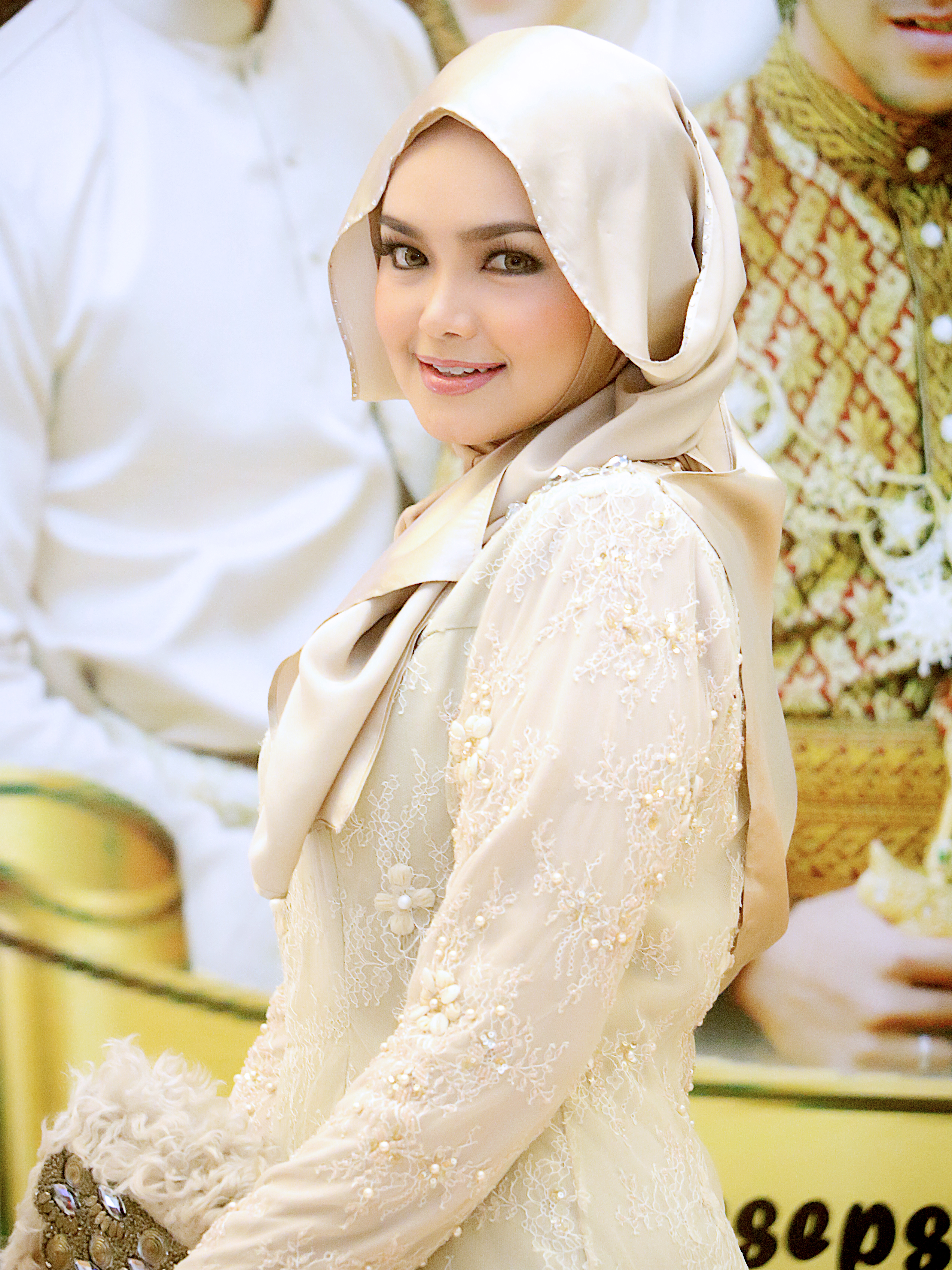
سیتی نورهالیز
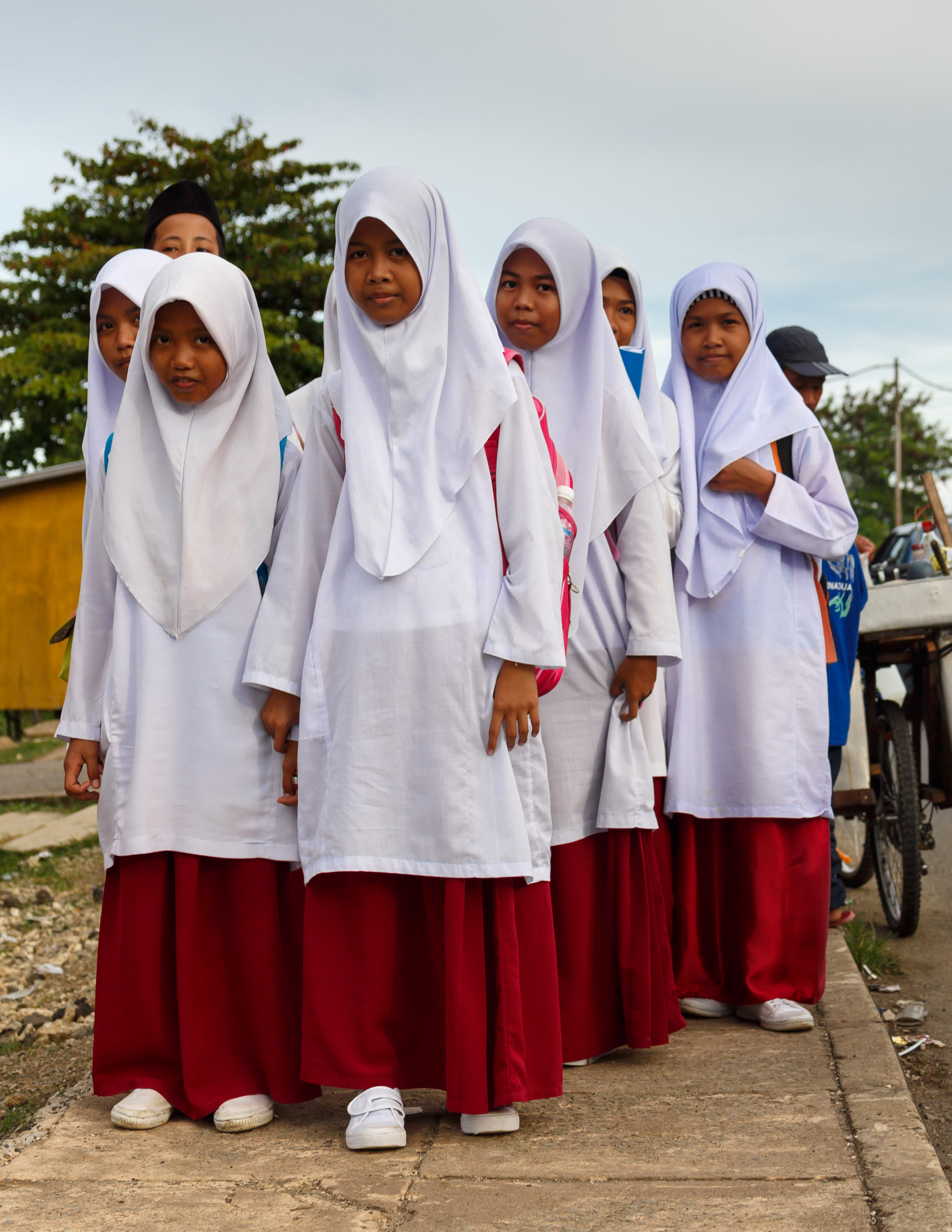
جمعی از دختران مدرسه در لباس مدرسه
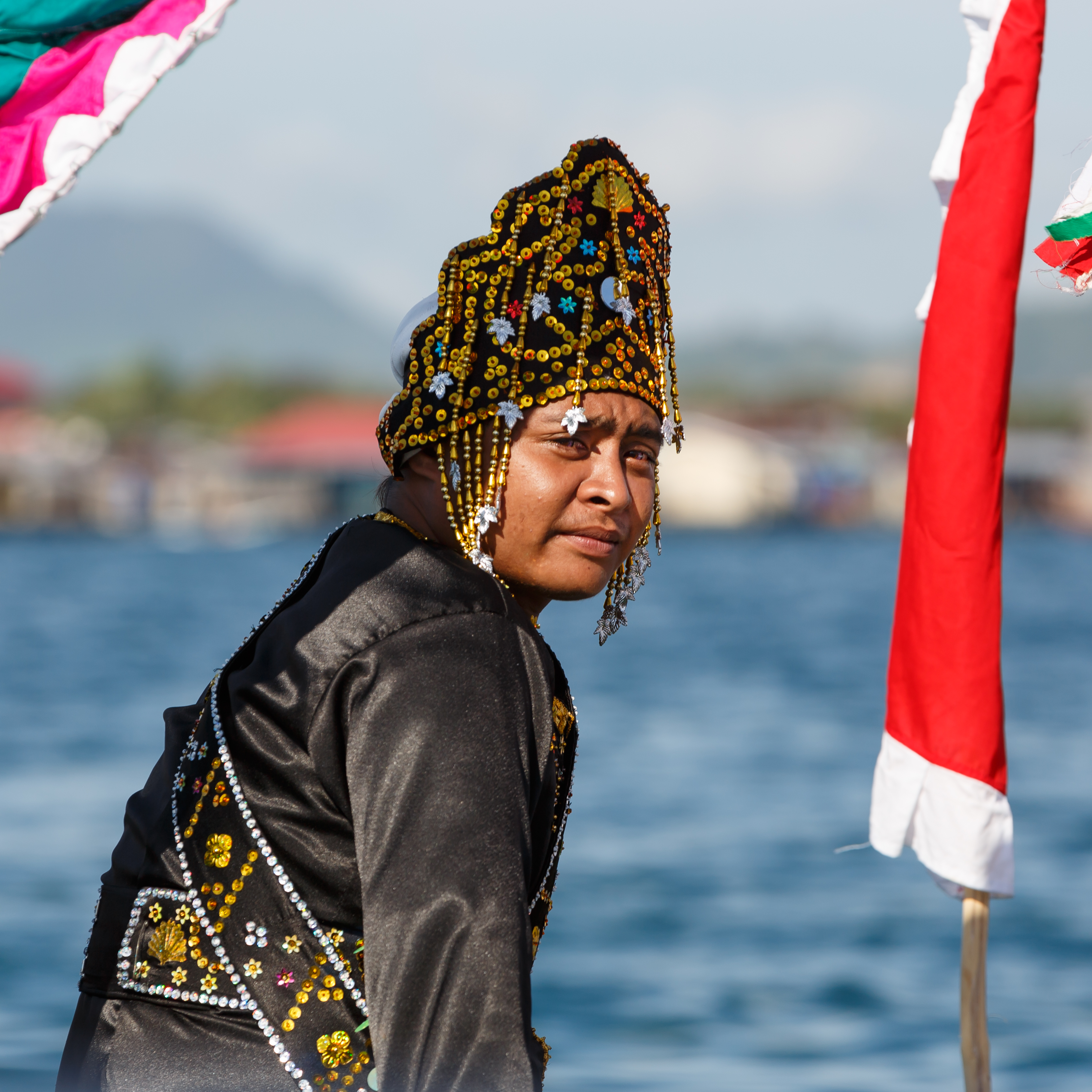
زنان باوائو با سرپوش سنتی
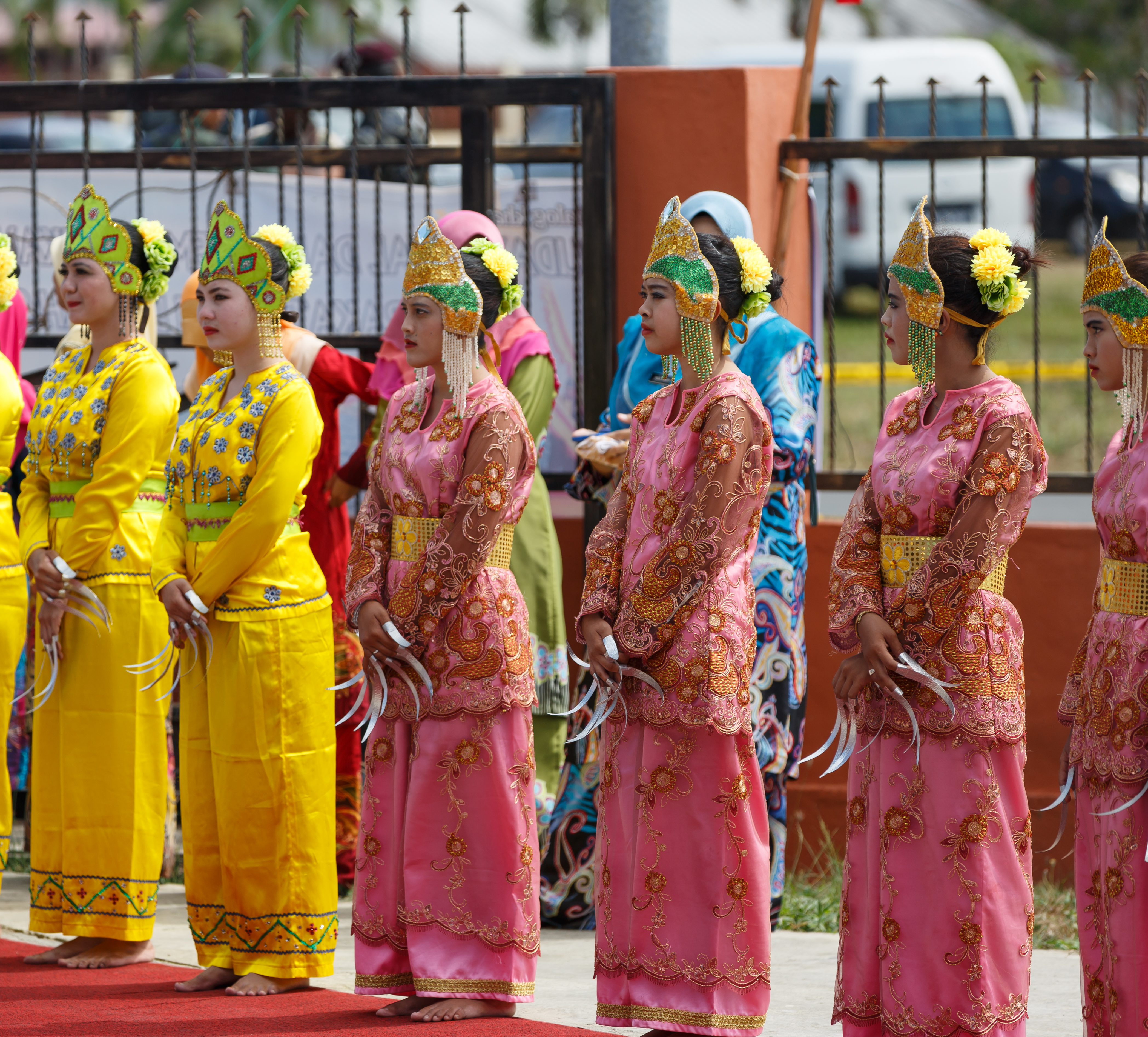
زنان باجاو با لباس سنتی هنگام استقبال از رئیس دولت

## بیشتر خواندن
- احمد، آمینه. زنان در مالزی، مقاله توجیهی کشور، دسامبر سال ۱۹۹۸، ۸۱ صفحه
- عزیزه، وان. زنان در سیاست: تأملات از مالزی، مطالعه موردی، ۲۰۰۲، ۵ صفحه